# مراد برداقجي
مراد گُكهان برداقجي (بالتركية: Murat Gökhan Bardakçı)‏ (ولد في 1955 في إسطنبول) هو صحفي تركي مهتم بالتاريخ العثماني وتاريخ الموسيقى التركية، كما أنه صاحب عامود صحفي في صحيفة هابرتورك التركية حاليا.
من أشهر كتبه (آخر العثمانيين) و(سيرة حياة السطان العثماني محمد السادس).

## روابط خارجية
- مراد برداقجي على موقع IMDb (الإنجليزية)
- مراد برداقجي على موقع ميوزك برينز (الإنجليزية)